# دهج
دهج (بالفارسية: دهج) هي مدينة تقع في إيران في Dehaj District. يقدر عدد سكانها بـ 7,756 نسمة .